# Ökológiai Kutatóközpont
Az Ökológiai Kutatóközpont, 2019-ig MTA Ökológiai Kutatóközpont, 2012. január 1-jén alakult meg az MTA Ökológiai és Botanikai Kutatóintézetének és az MTA Duna-kutató Intézetének az MTA Balatoni Limnológiai Kutatóintézetbe történő beintegrálásával. A három korábbi intézet összevonásának célja a hatékonyabb kutatás elősegítése volt. A kutatóközpont első főigazgatója Báldi András volt, aki 2018 végéig töltötte be ezt a pozíciót. Ezalatt kialakult három viszonylag azonos súlyú intézet, megoldódott a Duna-kutató Intézet elhelyezése, és jelentősen növekedett a kutatási sikeresség és a pályázati források bevonása. 2016-tól az MTA Ökológiai Kutatóközpont koordinálta az MTA Nemzeti Víztudományi Programot. Az MTA Ökológiai Kutatóközpont főigazgatója 2019-től Szathmáry Eörs. 2019-től Ökológiai Kutatóközpont néven az Eötvös Loránd Kutatási Hálózat – 2023 óta:  Magyar Kutatási Hálózat – tagintézménye lett.

## Az Ökológiai Kutatóközpont alaptevékenysége
A kutatóközpont fő küldetése a magas színvonalú felfedező és célzott kutatás mind az ökológia szakterületein, mind az ökológiával határos (interdiszciplináris) tudományterületeken. Feladatai közé tartozik, hogy kutatási eredményeivel elősegítse az élővilág és az ökoszisztémák megőrzését; e kutatási eredményeket közölje, megjelenítse a magyarországi, az EU-s és a nemzetközi szakpolitikában, az oktatásban és az ismeretterjesztésben, így elősegítse a fenntartható fejlődést Magyarországon és külföldön. Feladata továbbá a vácrátóti Nemzeti Botanikus Kert gyűjteményeinek fenntartása, fejlesztése, gondozása.

## Az Ökológiai Kutatóközpont intézetei és osztályai
ÖK Vízi Ökológiai Intézet (VÖI) – igazgató: Végvári Zsolt, az MTA doktora (1113 Budapest, Karolina út 29.; 4026 Debrecen, Bem tér 18., Tisza-kutató Osztály)
- VÖI Duna Diverzitás Osztály
- VÖI Közösségökológia Osztály
- VÖI Restaurációs Vízi Ökológiai Osztály
- VÖI Tisza-kutató Osztály

ÖK Evolúciótudományi Intézet (ETI) – igazgató: Szilágyi András, PhD (1121 Budapest, Konkoly-Thege Miklós út 29-33.)
- ETI Evolúciós Alapdinamikák Osztály
- ETI Evolúciós Alkalmazások Osztály

ÖK Ökológiai és Botanikai Intézet (ÖBI) – igazgató: Garamszegi László Zsolt, az MTA doktora (2163 Vácrátót, Alkotmány u. 2–4.)
- Terresztris Ökológiai Osztály

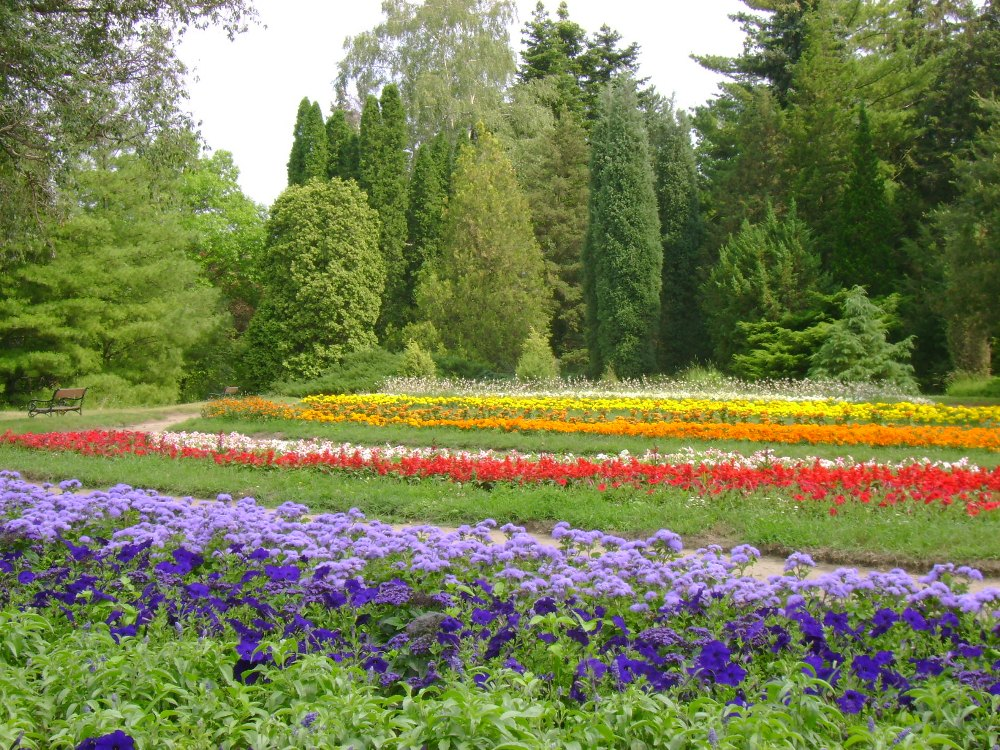
A vácrátóti Nemzeti Botanikus Kert nyáron

- Botanikus Kerti Osztály – irányítása alá tartozik a vácrátóti Nemzeti Botanikus Kert

Az ÖK központi egységei a főigazgatóság, a gazdasági osztály és a titkárság (könyvtárvezető, tudományos titkár, főigazgatói titkár, kommunikációs iroda, informatikai felelős). Szakmai kérdésekben a Kutatóközponti Tudományos Tanács fogja össze a három intézetet.

## Nemzeti Botanikus Kert, Vácrátót
Szervezetileg az ÖK Botanikus Kerti Osztályához tartozik.

## Vendégház, Tihany

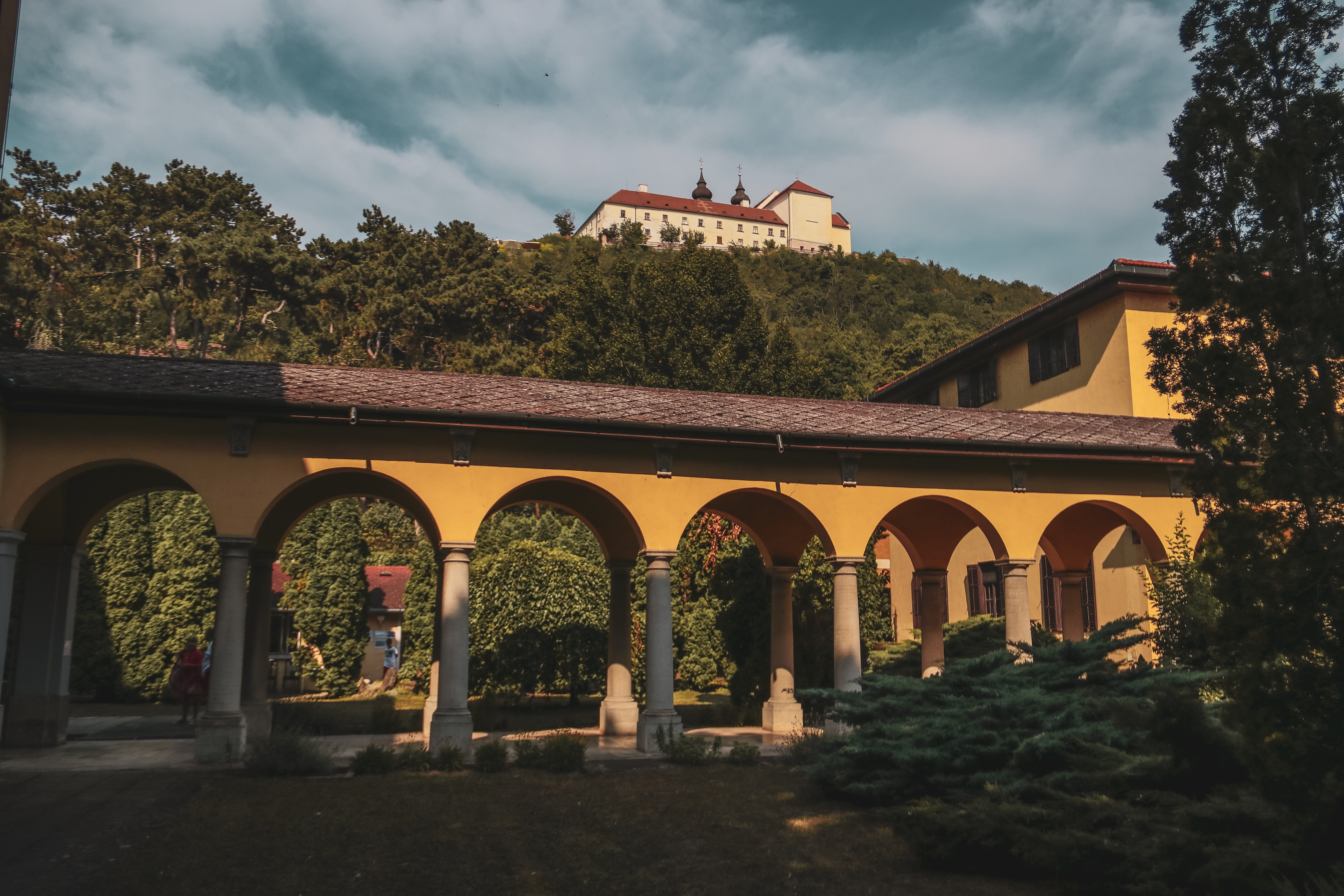
A tihanyi vendégház a Balatoni Limnológiai Intézetben

17 szobájában 42 fő elszállásolására ad lehetőséget. Éttermében egyszerre 60 fő étkezhet. Ezen kívül egy 100 fős konferenciateremmel is rendelkezik.